# Milana Tasjenova
Milana Tasjenova (russisk: Милана Еламановна Таженова tr. Milana Jelamanovna Tasjenova ; født 6. marts 1999 i Toljatti, Rusland) er en kvindelig russisk håndboldspiller som spiller for Rostov-Don og Ruslands kvindehåndboldlandshold.
I september 2018 blev hun udnævnt af EHF, som en af de 20 mest lovende talenter i fremtiden, som er værd at holde øje med.